# Гаролд Крото
Гарольд Волтер Крото (англ. Harold Walter Kroto; 7 жовтня 1939—30 квітня 2016) — британський хімік, лауреат Нобелівської премії з хімії за 1996 рік спільно з Робертом Керлом і Річардом Смоллі з формулюванням «за відкриття фулеренів», лауреат медалі Коплі (2004).